# Cellophane
Ne doit pas être confondu avec Film étirable.
Pour les articles homonymes, voir Cellophane (homonymie).
La cellophane est un film fin et transparent constitué d'hydrate de cellulose. C'est un matériau très utilisé pour les emballages alimentaires du fait de sa transparence et de son étanchéité aux micro-organismes. Elle permet de surveiller la conservation des aliments (telles les confitures) sans ouvrir le récipient.
À l'époque de sa découverte, il n'y avait pas d'autre matériau souple et parfaitement transparent, les plastiques modernes (dont le film étirable aujourd'hui couramment utilisé) n'existant pas encore.
Cellophane est une marque commerciale propriété de la société britannique Futamura Chemical, mais pas dans toutes les applications et avec des limites territoriales.

## Origine et fabrication

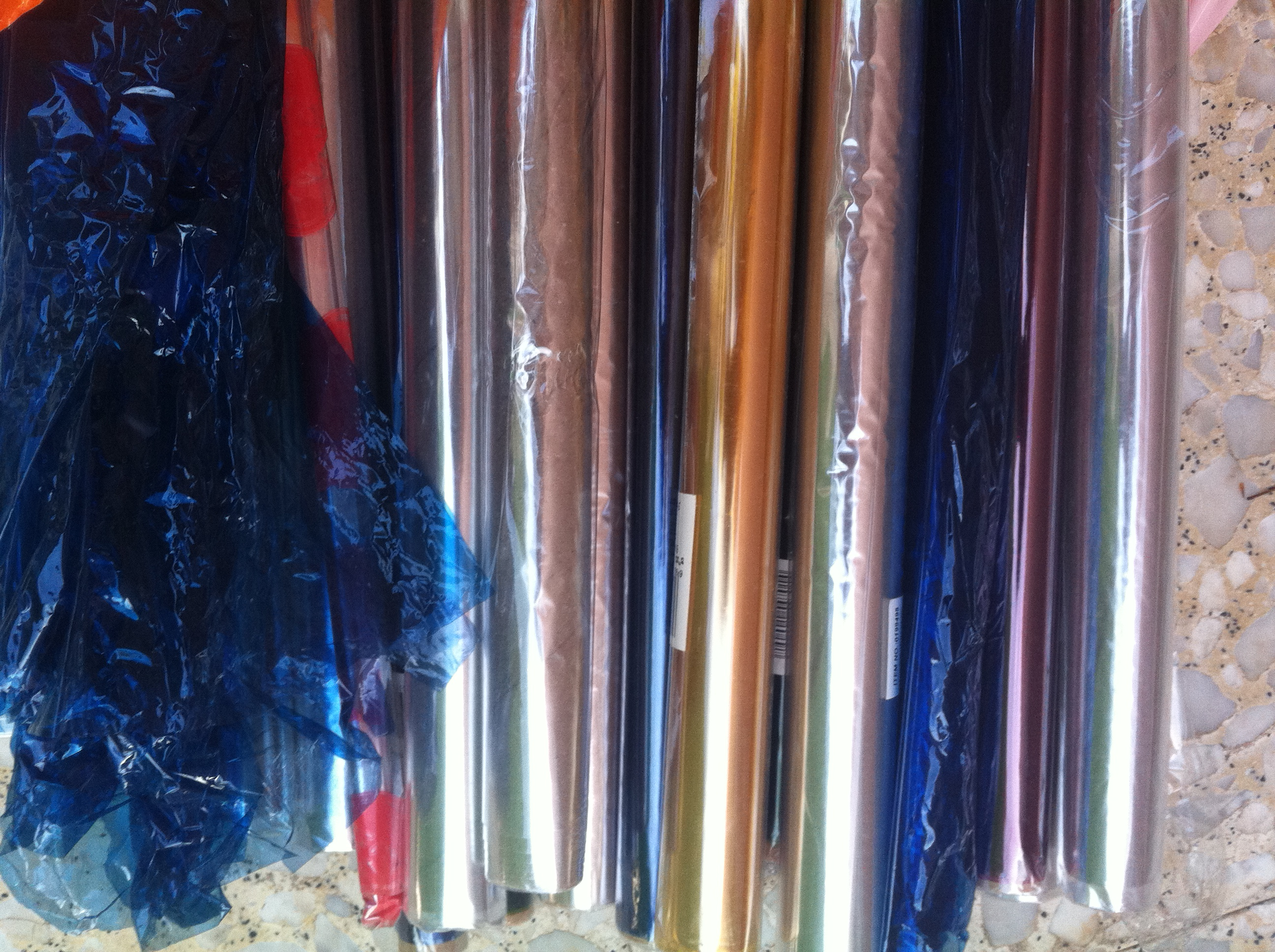
Plusieurs rouleaux de cellophane

En 1892, avec un autre associé, Clayton Beadle (une autorité en matière de fabrication de papier), Edward John Bevan et Charles Frederick Cross (en) déposent un brevet pour la viscose qui devient la base des industries de la viscose, de la rayonne et de la cellophane. À partir de ce brevet, la cellophane est inventée en 1908 par l'ingénieur chimiste suisse Jacques Brandenberger, qui confie en 1917 l'exploitation de ses brevets à la société anonyme « La Cellophane ». Celle-ci fabrique ce produit notamment en France, dans ses usines de Mantes-la-Ville (Yvelines) et de Bezons (Val-d'Oise). Le mot cellophane, nom de marque devenu un nom commun, a été créé par Brandenberger à partir de cellulose et de diaphane (translucide). Elle est aussi appelée pellicule cellulosique.
Le processus de fabrication consiste à extruder de la viscose à travers une fente étroite dans un bain d'acide qui reconvertit la viscose et régénère la cellulose sous forme d'un film. Un processus similaire, faisant appel à l'extrusion par des trous (une filière), conduit à la production de fibres synthétiques comme la rayonne et le fibranne. La viscose est une solution colloïdale[réf. nécessaire] obtenue par dissolution de fibres de cellulose, généralement extraites du bois ou du coton, dans un solvant alcalin peu onéreux (la soude caustique) sous l'action du disulfure de carbone. La production industrielle de la cellophane, qui a commencé dans les années 1920, n'a pas cessé depuis.

## Utilisations
Dans les emballages alimentaires, le film utilisé pour fermer les pots de confiture artisanale ou fabriquée à domicile est de la cellophane. La feuille mouillée et assouplie se pose sur le pot, elle se tend en séchant. La cellophane ne doit pas être confondue avec le film étirable alimentaire vendu en rouleau, qui est du PVC ou du polyéthylène.
La cellophane entre dans la production de certains rubans adhésifs.
La cellophane entre dans la composition de membranes semi-perméables. En effet, elle n'est pas étanche à l'air et à l'eau, et n'est donc pas équivalente à un film plastique, bien que parfaitement étanche aux micro-organismes. Cette semi-perméabilité est utilisée :
- pour certains types de batteries ;
- en médecine pour les dialyses ;
- en équitation, pour recouvrir les membres après y avoir appliqué de l'argile, puis en mettant des bandes de repos par-dessus ;
- pour la conservation des cigares.

Cette membrane sert de modèle pour des expériences sur l'osmose. En effet, la structure du polymère présente de nombreux pores qui laissent passer les petites molécules comme celle du glucose mais pas celle du saccharose, à peine plus grosse. Si l'on plonge dans de l'eau un tube fermé par de la cellophane et rempli d'eau sucrée avec du saccharose, l'eau monte dans le tube par osmose à travers la cellophane. On n'obtient rien de tel avec du film plastique alimentaire.
Depuis les années 1980, la cellophane a été remplacée, pour certaines applications, par le polypropylène orienté, moins coûteux. Certains emballages alimentaires faciles à imprimer et à coller sont toujours en cellophane : elle est facile à reconnaître, car elle est très bruyante quand on la froisse et ne fond pas.
La cellophane est également utilisée pour la conservation des cigares, bien qu'on ne la trouve pas systématiquement. Les cigares demandent une hygrométrie relative d'environ 70 %, et la cellophane permet d'isoler les cigares les uns des autres sans compromettre l'hygrométrie, puisque la cellophane n'est pas imperméable à l'air. Ainsi, même rangés dans une cave à cigares, les cigares peuvent être isolés les uns des autres et humidifiés.